# Шкаранда, Александра Викторовна
Александра Викторовна Шкаранда (род. 16 февраля 1988) — российская футболистка, нападающая, игрок в пляжный футбол. Мастер спорта России (2010).

## Биография
Воспитанница калининградского футбола. В 2005—2009 годах выступала за клуб «Энергия» (Воронеж), в первых трёх сезонах — в первом дивизионе России, а в 2008—2009 годах — в высшем дивизионе. В 2007 году стала победительницей первого дивизиона и лучшим бомбардиром турнира (16 голов). Бронзовый призёр чемпионата России 2009 года. После ухода из «Энергии» играла в первом дивизионе за калининградский клуб «Альфа-09».
Также выступала в мини-футболе и пляжном футболе. В мини-футболе играла за студенческие и любительские команды, в том числе за московское «Строгино». В пляжном футболе стала двукратной чемпионкой России — в 2012 году в составе МГУП и в 2013 году в составе «Локомотива». Сделала «дубль» в финальном матче чемпионата 2013 года против петербургского «Кристалл-Нева» (6:1). Также принимала участие в финальных турнирах в 2014 году в составе «Локомотива» (4 место) и в 2019 году в составе «Альфы-09» (6 место). Всего в финальных турнирах чемпионата России по пляжному футболу сыграла 20 матчей и забила 10 голов (по данным на конец 2019 года).